# Johann Gottlieb Traugott Ulrich
Johann Gottlieb Traugott Ulrich (później w Polsce zwany Jan Bogumił Traugott, ur. 26 marca 1775, w Pförten, Łużyce Dolne, zm. 27 sierpnia 1844 w Warszawie) – ogrodnik warszawski, ewangelik.

## Życiorys
Został wcześnie osierocony przez rodziców. Po ich śmierci został sprowadzony do Warszawy przez wuja, Jana Chrystiana Mencke, nadwornego ogrodnika Ogrodu Saskiego. Mencke zatrudnił go jako praktykanta w Ogrodzie Saskim i na Młocinach, w letniej rezydencji hrabiego Henryka Brühla, właściciela rodzinnej wsi Pförten. W wieku lat 17 chłopak został wysłany przez wuja Menckego na trzyletnią praktykę do Saksonii, do Drezna i Pillnitz. 
Do śmierci Menckego, po powrocie do Warszawy pracował w zarządzanych przez niego parkach i w roku 1807 przejął po wuju stanowisko ogrodnika Ogrodu Saskiego z pensją 950 złp. Uporządkował nieco zaniedbany i zniszczony przez ćwiczenia wojskowe czasów napoleońskich park, w którym posiadał dwa boczne ogrody warzywne. Po utworzeniu Królestwa Kongresowego wielki książę Konstanty ponownie zezwolił na musztrę w Ogrodzie. Ulrichowi odebrano jego ogródki, w wyniku czego zrezygnował z posady.
Od roku 1805 Ulrich posiadał własny zakład ogrodniczy na kupionym z pomocą wuja terenie przy ul. Ceglanej wielkości 8,6 mórg. Wybudował tam cztery szklarnie, każda długości 100 m, w których hodował owoce południowe. Sprzedaż tych owoców była bardzo intratna, szczególną popularnością cieszyły się daktyle, dostarczane licznej w Warszawie ludności żydowskiej. Od 1822 Ulrich hodował również kwiaty cieplarniane, m.in. nieznane dotychczas w Warszawie kamelie. Od 1832 zakład Ulricha prowadził także sprzedaż nasion, drzewek i cebulek kwiatów.
Został pochowany na cmentarzu ewangelicko-augsburskim w Warszawie (Al. 18 nr 38).

## Życie prywatne
Od 1808 roku był żonaty z Anną Krystyną z domu Mencke (1790−1847). Para miała kilkoro dzieci. Dzieło ojca kontynuował najstarszy syn Jan Krystian Ulrich. 